# Passion (musik)
Passionsmusik är, inom den kristna musiken, oratorier som handlar om Jesu lidande.  Johann Sebastian Bach har efterlämnat de två mest framförda passionerna: Johannespassionen och Matteuspassionen. En svensk Markuspassion är ett nytt tillskott i passionsmusikrepertoaren, där tonsättaren Fredrik Sixten tillsammans med författaren Bengt Pohjanen har skapat en helt ny svensk passionsmusik byggt på influenser av svensk folkton. 

## Historik
Redan på Augustinus’ tid förekom en högtidlig recitation av evangelisternas texter i långfredagens högmässa. Ur textfördelningen på olika roller med olika recitationston har den s. k. responsibla passionen (tidigare kallad koralpassion) uppkommit, där solisternas recitation omväxlar med flerstämmiga ”turbae” (folkets, lärjungarnas etc. sång).

Omkring 1550 började tyska språket användas i denna typ av passion, som också kallas dramatisk. Den genomkomponerade, alltigenom flerstämmiga motettpassionen, även kallad figuralpassionen, har samma ursprung. Även blandformer förekommer, såsom hos Lasso och Vulpius. Med Schütz (1585 - 1672) kulminerar och avslutas den responsibla koralpassionens form. Den liturgiska recitationstonen har hos honom förändrats i monodisk riktning.
På tyskt evangeliskt område fick församlingssången under 1600-talet betydelse också för passionen, som utvecklades mot kantat och oratorium med textliga tillägg. Hos Bach är dock den oavkortade evangelietexten huvudsak, men vissa tilldiktningar (arior och körkoraler) förekommer. Både Matteuspassionen och Johannespassionen har oratoriets omfattning.